# Troglohyphantes sbordonii
Troglohyphantes sbordonii este o specie de păianjeni din genul Troglohyphantes, familia Linyphiidae, descrisă de Brignoli, 1975. Conform Catalogue of Life specia Troglohyphantes sbordonii nu are subspecii cunoscute.